# Rigoberto Corredor Bermúdez
Rigoberto Corredor Bermúdez (ur. 5 sierpnia 1948 w Arabii) – kolumbijski duchowny rzymskokatolicki, w latach 2011-2024 biskup Pereiry. 

## Życiorys
Święcenia kapłańskie przyjął 18 listopada 1973. Doktoryzował się z misjologii na Papieskim Uniwersytecie Urbaniana w Rzymie. Inkardynowany do diecezji Pereira, przez kilka lat pracował jako duszpasterz parafialny, zaś od 1982 był wykładowcą w diecezjalnym seminarium. W tym samym roku został też delegatem biskupim ds. katechezy, misji oraz stałego diakonatu.
26 lutego 1988 został prekonizowany biskupem pomocniczym Pereiry oraz biskupem tytularnym Rusguniae. Sakry biskupiej udzielił mu 26 marca 1988 ówczesny ordynariusz tejże diecezji, bp Darío Castrillón Hoyos.
30 listopada 1996 został mianowany biskupem Buenaventura, zaś 19 grudnia 2003 biskupem Garzón.
15 lipca 2011 papież Benedykt XVI mianował go biskupem Pereiry. Ingres odbył się 1 października 2011.
4 października 2024 papież  Franciszek przyjął jego rezygnację z urzędu biskupa Perreiry. 